# Bijjie
Bijjie är en sjö i Strömsunds kommun i Jämtland och ingår i Ångermanälvens huvudavrinningsområde. Sjön har en area på 0,152 kvadratkilometer och ligger 485 meter över havet. Bijjie ligger i Frostvikenfjällen Natura 2000-område.